# António Araújo
Pour les articles homonymes, voir Araújo (homonymie).
António Araújo (né le 28 septembre 1923 à Paredes au Portugal et mort le 28 avril 2001 dans la même municipalité) est un joueur de football portugais, qui évoluait au poste d'attaquant.

## Biographie

### Club
Il a passé sa carrière dans le club portugais du FC Porto et est connu pour avoir été le meilleur buteur du championnat portugais 1947/48.

### Carrière internationale
Araújo a en tout joué neuf matchs et inscrit cinq buts avec l'équipe du Portugal. 
Il inscrit son premier but international lors de sa première sélection le 14 avril 1946 lors d'une victoire à domicile 2-1 contre la France à Lisbonne. Il joue son dernier match avec le Portugal lors d'une défaite 2-0 à l'extérieur à Madrid contre l'équipe d'Espagne le 21 mars 1948.